# Hōkai-ji

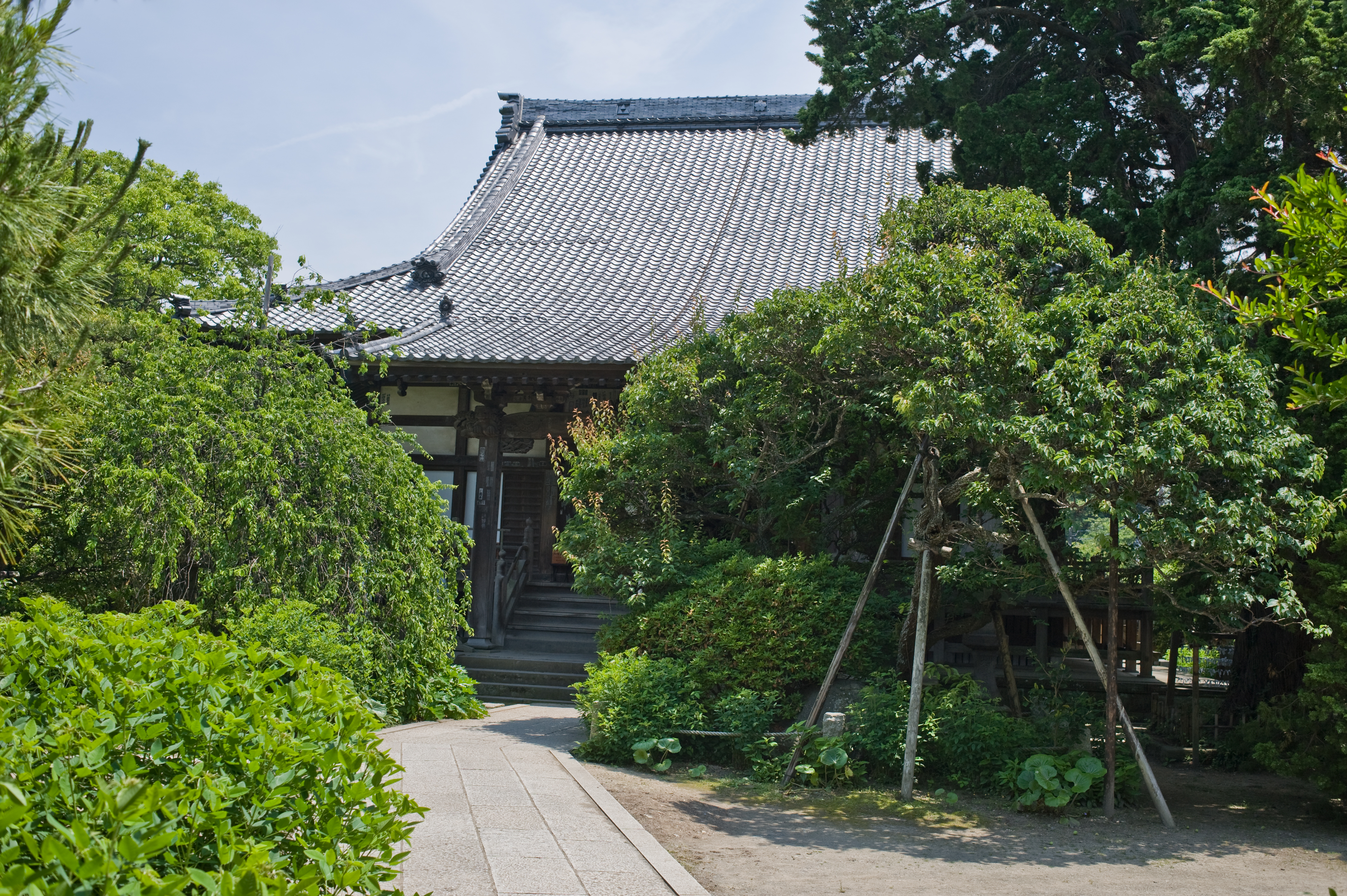
Bâtiment principal du Hōkai-ji

Le Kinryūzan Shakuman-in Endon Hōkai-ji (金龍山釈満院円頓宝戒寺) est un temple bouddhiste situé à Kamakura, préfecture de Kanagawa au Japon. Souvent appelé Hagidera (萩寺), ou « temple du buisson de trèfles », parce que ces fleurs sont nombreuses dans son jardin, son existence est directement liée à une célèbre tragédie qui se déroule le 4 juillet 1333 qui voit anéantie la quasi-totalité du clan Hôjô, souverain du Japon depuis 135 ans. Le temple est fondé en fait expressément pour consacrer les âmes des membres (870 hommes, femmes et enfants) du clan qui, en conformité avec le code d'honneur des samouraïs, se suicident ce jour-là dans leur temple familial (bodaiji) du Tōshō-ji pour éviter la défaite,. Avec l'ancien Sugimoto-dera, le Hōkai-ji est l'unique temple Tendai à Kamakura. Anciennement temple branche (寺末, matsuji) du grand Kan'ei-ji (un des deux temples de la famille Tokugawa), il devient une branche du Enryaku-ji après sa destruction.

## Histoire
Le Tōshō-ji est construit en 1237 par Hōjō Yasutoki en mémoire de sa mère et, selon le Taiheiki, de sa fondation jusqu'à la fin du shogunat Kamakura, c'est le temple funéraire (bodaiji) des  Hōjō. Chaque shikken (régent) Hōjō y est enterré. Le Taiheiki raconte comment le 4 juillet 1333, à la chute du shogunat aux mains de Nitta Yoshisada, presque tous les membres du clan Hôjô à Kamakura se barricadent à l'intérieur du Tōshō-ji, y mettent le feu et se tuent, ne laissant que quelques survivants, Des fouilles récentes in situ ont révélé la structure de base du temple, des tessons de poterie chinoise et des tuiles portant le blason de la famille Hôjô. Des pierres et autres surfaces roussies par le feu ont également été trouvées, ce qui confirme la présence d'un incendie.

### Le Hōkai-ji

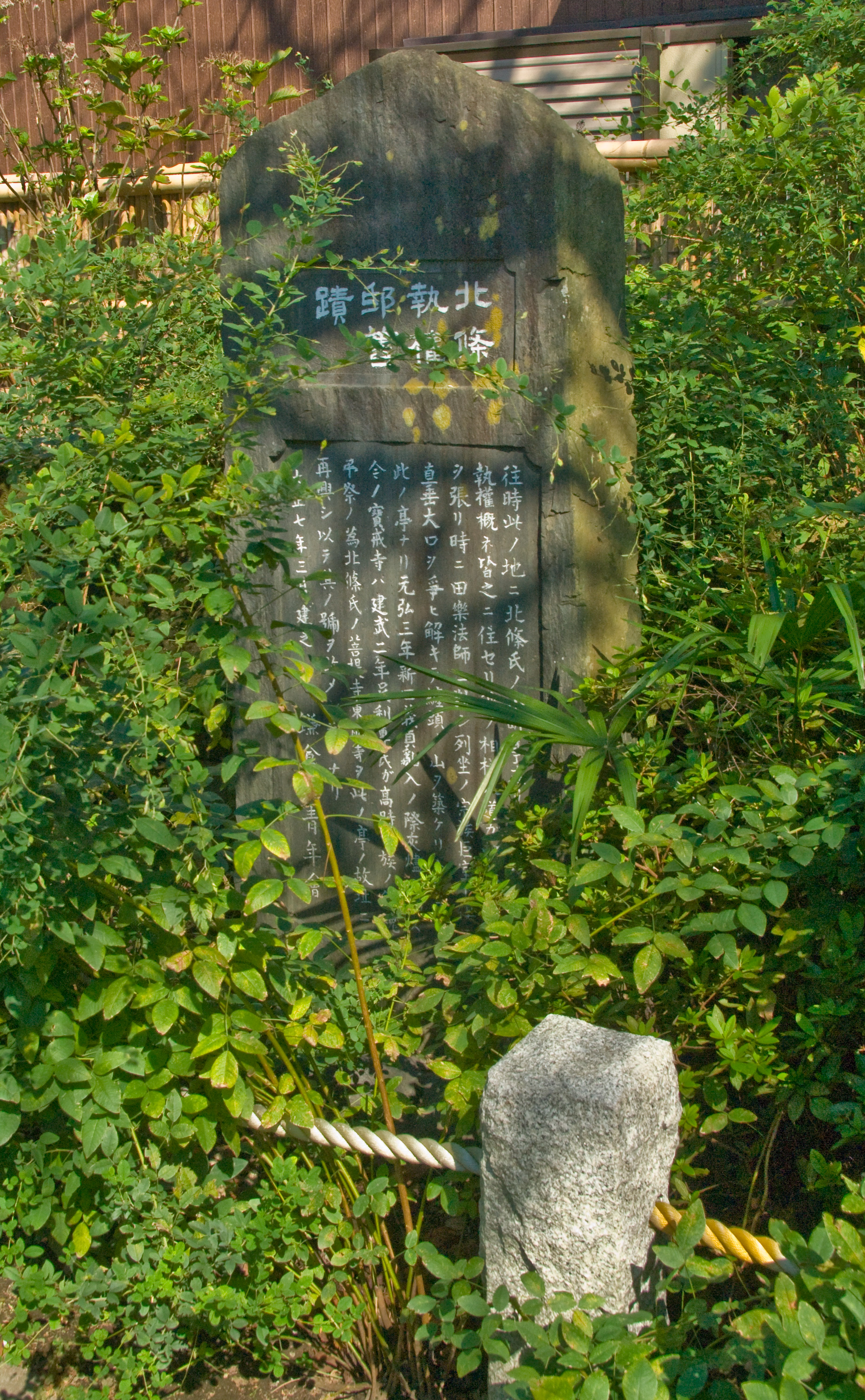
La stèle rapportant l'histoire du Hōkai-ji

Ashikaga Takauji, qui deviendra le premier des shoguns Ashikaga, reçoit de l'empereur Go-Daigo l'ordre de construire un nouveau temple, le Hōkai-ji actuel, en un certain endroit du village de Komachi (préfecture de Kanagawa), d'y transférer les restes du clan et d'en faire le nouveau temple funéraire des Hōjō. (Le Tōshō-ji est reconstruit sur son emplacement d'origine.) Ce site est retenu parce que depuis 1333 c'est la résidence à Komachi du clan Hōjō. Plus tard, parce que les gens du pays affirment que l'endroit est toujours hanté par les fantômes Hōjō, un sanctuaire appelé Tokusō Gongen est érigé dans le temple pour les apaiser. Le sanctuaire est toujours en place près du bâtiment principal du Hōkai-ji.
Sur la stèle à l'entrée du temple (voir photo à gauche) se trouve l'inscription suivante :
« Ici se tenait la résidence du clan Hōjō. À partir du [deuxième régent] Hōjō Yoshitoki, les shikken (régents) y résident habituellement. Le [dernier régent] Hōjō Takatoki faisait la fête jour et nuit et parfois, avec les autres vassaux, donnait à un exécutant de dengaku une montagne de hitatare (un type de vêtement) et de hakama comme récompense. Le manoir a été détruit par un incendie lors de la prise de Kamakura par Nitta Yoshisada en 1333. Le Hōkai-ji d'aujourd'hui est construit ici en 1335 par Ashikaga Takauji. Ce temple a été construit ici en tant que temple funéraire des Hōjō pour apaiser le ressentiment de Takatoki et de son clan qui étaient déjà vénérés au Tōshō-ji. » 
Après l'échec de la restauration de Kenmu de l'empereur Go-Daigo et sa chute conséquente du pouvoir, le Hōkai-ji passe sous la protection d'Ashikaga Takauji lui-même. Le shichidō garan du temple est finalement achevé vers 1353. Le temple est entièrement détruit par un incendie en 1538. Au début de l'époque d'Edo Tenkai, fondateur du Kan'ei-ji, demande au shogun Tokugawa Ieyasu que le temple soit géré et entretenu par l'État.

## Centres d'intérêt

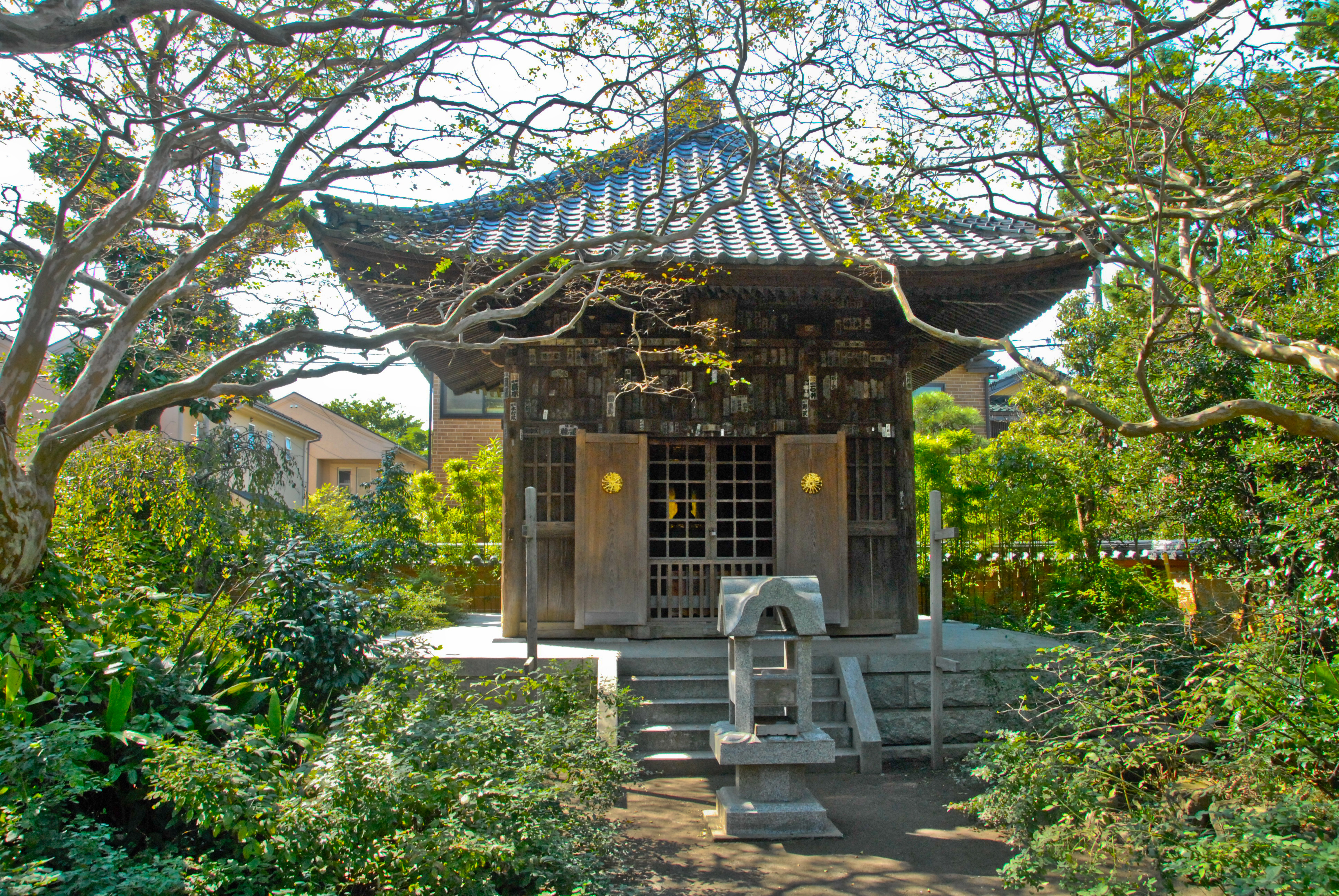
Le Taishi-dō

Le hon-dō du temple est ouvert au public et contient de nombreux objets de valeur. Il abrite entre autres le principal objet de vénération du Hōkai-ji, une statue de Jizō Bosatsu assis sculptée en bois autour de 1365 par Sanjō Hōin Ken'en. La statue est désignée bien culturel important. des deux côtés se tiennent les statues des dieux Bonten (Brahma) et Taishakuten (Indra), toutes deux datant de l'époque Nanboku-chō  et toutes deux bien culturel important préfectoral. Citons également les statues des dix rois Deva, de Enma, seigneur de l'au-delà et une statue d'Enkan assis, le fondateur du temple. Enfin, le bâtiment principal contient un autre bien culturel important, une statue de Shokei, deuxième prêtre en chef du temple, faite en 1372.
À droite du bâtiment principal se trouve le Kankiten-dō, petit bâtiment dans lequel est vénéré Kangiten (en) (ou Kankiten) (歓喜天, « dieu du plaisir »), version bouddhiste du dieu Ganesh. La statue de 152 cm à l'intérieur du bâtiment, représentant deux éléphants à tête d'humains (un mâle et une femelle) s'enlaçant, le symbolise. Cependant, en raison des connotations sexuelles de la statue, le bâtiment est fermé au public comme le sont la plupart des salles consacrées à cette divinité. 
Le sanctuaire et le torii voisins constituent le Tokusō Daigongen (得宗大権現, « sanctuaire de Tokusō »), créé pour apaiser les âmes des Hōjō. Reconstruit en 1992, le bâtiment abrite une statue de Hōjō Takatoki, le dernier régent et, selon le protocole, le dernier Hōjō à se donner la mort.
Près de l'entrée se trouve le Taishi-dō (太子堂, « bâtiment du prince ») consacré au prince Shōtoku, qui a adopté le Bouddhisme comme religion officielle du Japon. Sur les portes se voit le chrysanthème, symbole de la maison impériale. Chaque année, le 22 janvier, menuisiers, plâtriers et forgerons se rassemblent pour le service commémoratif en l'honneur du prince, directement responsable de la construction de nombreux temples, dont le Hōryū-ji.

## Source de la traduction
- (en) Cet article est partiellement ou en totalité issu de l’article de Wikipédia en anglais intitulé « Hōkai-ji (Kamakura) » (voir la liste des auteurs).